# Boczejno
Boczejno (ros. Бочейно) – wieś w Rosji, w rejonie czerepowieckim obwodu wołogodzkiego. W 2002 liczyła 6 mieszkańców, z kolei w 2010 populacja miejscowości wynosiła 9 osób.